# Microstagetus parvulus
Microstagetus parvulus är en skalbaggsart som beskrevs av Thomas Vernon Wollaston 1861. Microstagetus parvulus ingår i släktet Microstagetus och familjen punktbaggar. Inga underarter finns listade i Catalogue of Life.